# Megaselia ochripes
Megaselia ochripes är en tvåvingeart som beskrevs av Schmitz 1953. Megaselia ochripes ingår i släktet Megaselia och familjen puckelflugor. Inga underarter finns listade i Catalogue of Life.